# Yevdokiya Mekshilo
Yevdokiya Panteleyevna Mekshilo (en ruso: Евдокия Пантелеевна Мекшило) (Gorno-Altaisk, Unión Soviética, 23 de marzo de 1931 - San Petersburgo, 16 de enero de 2013) fue una esquiadora de fondo soviética que destacó en los Juegos Olímpicos de Innsbruck 1964.
Miembro de las fuerzas armadas de la Unión Soviética, participó en los Juegos Olímpicos de Innsbruck 1964 (Austria), donde consiguió la medalla de oro formando parte del equipo soviético de relevos 3x5 kilómetros y con la plata en la prueba de 10 kilómetros en les pruebas de esquí de fondo.